# Kunsttempel

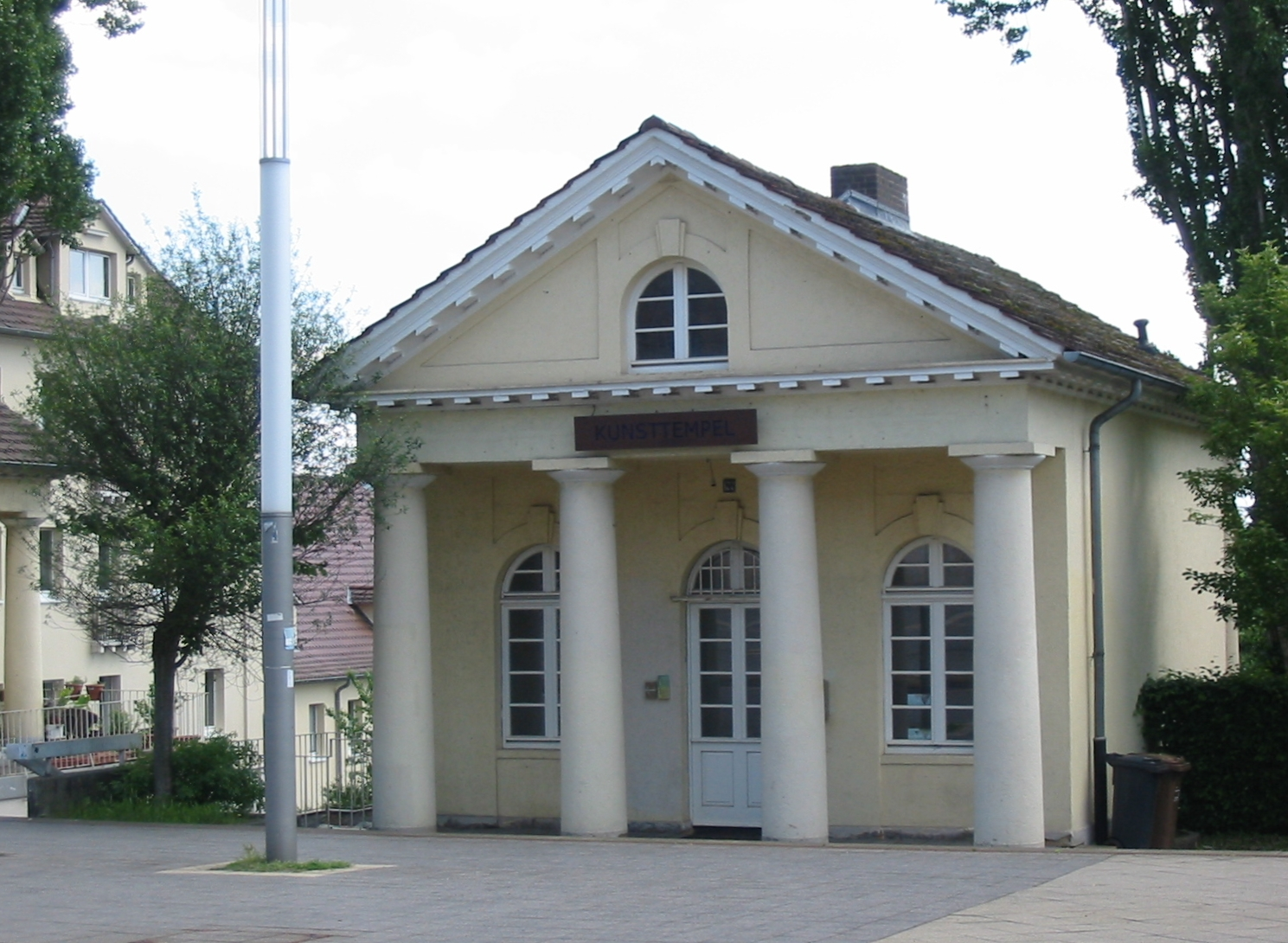
Haus Friedrich-Ebert-Straße 177, Kunsttempel Kassel

Der Kunsttempel ist eine Galerie sowie Ausstellungs- und Veranstaltungsort in Kassel.

## Organisation
Träger des Kunsttempels ist der Kunst und Literatur e.V., dessen Vorsitzender Friedrich W. Block ist. Außerdem kooperiert die Galerie mit der Stiftung Brückner-Kühner, dem Haus für Poesie Berlin, der Stadtbibliothek Stuttgart, der Galerie Maerz in Linz sowie Refazenda in Rio de Janeiro.

## Geschichte und Orientierung
Das Gebäude diente früher als Feinkostladen und ist seit 1975 Galerie. Der Kunsttempel wurde 1999 gegründet, zuvor betrieb der Maler Werner Kausch in dem Gebäude das „Studio Kausch“. Die Schwerpunkte der Galerie sind Bildende Kunst, Poesie, Literatur und Klangkunst. Das Programm wird insbesondere durch experimentelle Projekte sowie alternative Ausstellungs- und Veranstaltungskonzepte bestimmt.
Seit September 2011 hat auch das Literaturhaus Nordhessen seinen Sitz im Kunsttempel und gestaltet das Programm mit.

## Ausstellungen

### KlangLand
Im Jahr 2003 wurde das Klangmuseum Kassel KLAK! von Wolfram DER Spyra und Thomas Gerwin gegründet. 2004 fand eine große Klangkunstausstellung im Kasseler Kulturbahnhof statt. Von 2005 bis 2006 fanden die Ausstellungen im Kunsttempel Kassel statt. Seit 2008 wird die Klangkunstausstellung unter dem Namen KlangLand von Wolfram Spyra geleitet.
- 2017 KlangLand17 MaschinenMusikMaschinen mit Arbeiten von Martin Backes, Falk René Beigang, Tobias Böhm, Elko Brass & Dumpster Drum Machine Group, Adam Collis, Sascha Fernsel, Karl Heinz Jeron, Adrian Palka, Gerd Pilz, Alexander Rausch, Stefan Riebel, Wolfram DER Spyra, Roksana Vikaluk.[6]
- 2015 KlangLand15 Heimat.Klang mit Arbeiten von Miss Sophie, Clara Oppel, Adrian Palka, Gerd Pilz, Maru Rieben, Valeri Scherstjanoi, Springer|Parker, Erwin Stache, Roksana Vikaluk und Wolfram Spyra.[7]
- 2014 Nachhall mit Arbeiten von Adam Collis (Großbritannien), Thomas Imhof (Deutschland), Simon Miles (Großbritannien), Clara Oppel (Österreich), Adrian Palka (Großbritannien), Daren Pickles (Großbritannien), Stefan Riebel (Deutschland), SpringerParker (Deutschland), Wolfram Spyra (Deutschland), Tom Williams (Großbritannien)[8]
- 2010 KlangLand10 Klang als Sprache als Klang mit Arbeiten von Martin Backes, Tobias Böhm, Antonio Bueno Tubía, Experimentelles Sprechen Leipzig, Ingo Frischeisen, Mara Genschel, Thomas Janitzky, Yukiko Jungesblut, Udo P. Leis, Michael Lentz, Michael Neil, Clara C. Oppel, Adrian Palka, Stefan Riebel, Valeri Scherstjanoi, Frauke Schmidt, Max Schneider, Martin Schüttler, Wolfram Spyra, Roksana Vikaluk[9]
- 2009 KlangLand09 Transformation mit Arbeiten von Silke Fischer-Imsieke, Mara Genschel, Gregor Hildebrandt, Thomas Janitzky, Yukiko Jungesblut, Benjamin Kilchhofer, Udo P. Leis, Sebastian Muehl, Andrea Nehring, Clara Oppel, Adrian Palka, Stephan Riebel, Nicolas Rossi, Frauke Schmidt, Max Schneider, Springer|Parker, Wolfram Spyra, Alexander Stephan, Jorinde Voigt[10]
- 2008 KlangLand08[11]